# Ranunculus varicus
Ranunculus varicus är en ranunkelväxtart som beskrevs av Otto Karl Anton Schwarz. Ranunculus varicus ingår i släktet ranunkler, och familjen ranunkelväxter. Inga underarter finns listade i Catalogue of Life.